# Zilath
Zilath (tiré de l'étrusque zil « gouverner », de même que zilc, nom de la magistrature correspondante) désignait, chez les Étrusques, un magistrat élu pour un an. Le terme apparaît dans les inscriptions étrusques au VIe siècle av. J.-C. Le zilath le plus important était sans nul doute le zilath meχl rasnal. On a longtemps cru que le zilath meχl rasnal était le chef de la fédération des douze cités étrusques, élu par l'assemblée de Volsinies. Toutefois, aujourd'hui, la majorité des étruscologues s'accordent à dire que ce titre étrusque renvoyait non pas au chef de la ligue étrusque, mais au magistrat suprême des républiques étrusques. C'était en quelque sorte l'équivalent du consul romain.